# Spermacoce bequaertii
Spermacoce bequaertii är en måreväxtart som först beskrevs av De Wild., och fick sitt nu gällande namn av Bernard Verdcourt. Spermacoce bequaertii ingår i släktet Spermacoce och familjen måreväxter.
Artens utbredningsområde är Kongo-Kinshasa. Inga underarter finns listade i Catalogue of Life.